# Hymenophyllum samoense
Hymenophyllum samoense là một loài dương xỉ trong họ Hymenophyllaceae. Loài này được Baker mô tả khoa học đầu tiên năm 1876.
Danh pháp khoa học của loài này chưa được làm sáng tỏ. 